# Rosta-Fenster
ROSTA-Fenster (russisch Окна РОСТА Okna ROSTA) sind sowjetische Propaganda-Plakate, die von der russischen Telegrafen-Agentur ROSTA, später Nachrichtenagentur TASS, herausgegeben wurden. Sie entstanden in Zusammenarbeit mit Künstlern wie Wladimir Majakowski und behandelten politische, militärische und wirtschaftliche Themen.

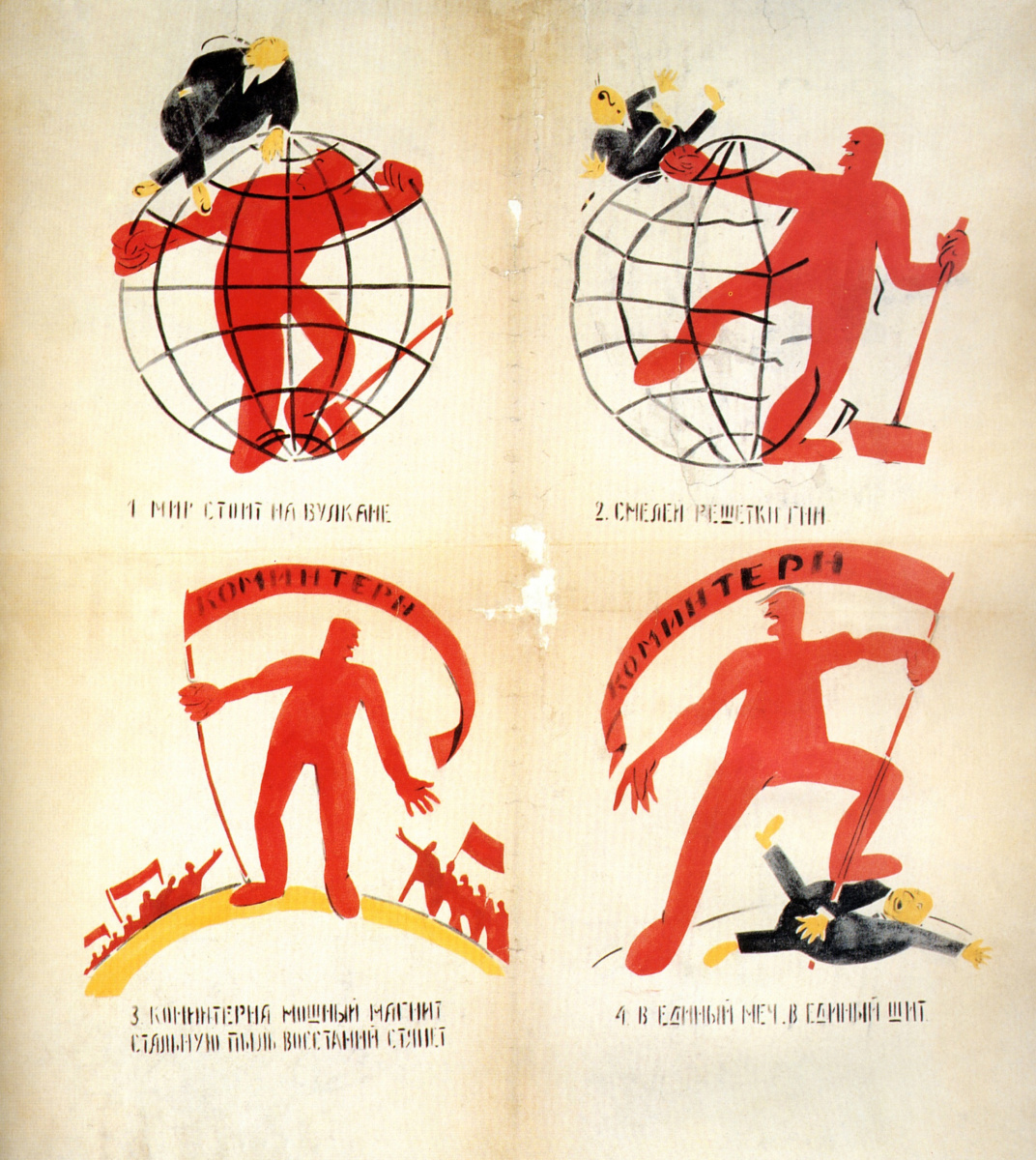
Ein ROSTA-Fenster von Majakowski, 1921

Das Plakat war eine zentrale Ausdrucksform – auch der Russischen Avantgarde – nach der Revolution von 1917. Es wurde zum Teil von Hand hergestellt, mittels der Lithografie schnell und zahlreich in Farbe verbreitet, wie schon zu Zeiten der Französischen Revolution Propaganda verbreitet wurde. Es enthielt scharfen polemischen Inhalt, Freund und Feind drastisch darstellend in Bild und Text. Daneben gab es auch Plakate mit eher lebenspraktischem Inhalt, wo etwa Maßnahmen zum Kampf gegen Infektionskrankheiten oder der Besuch von Entlausungsanstalten empfohlen wurden. Aussagekräftige Bilder waren in dieser Zeit besonders wichtig, weil die Rosta-Fenster sich an ein Publikum wandten, das größtenteils analphabetisch war.
Zur massenhaften Verbreitung der neuesten Nachrichten und politischer Karikaturen wurden diese Plakate dann in Schaufenstern leerstehender Ladenlokale in Moskau ausgestellt. Zur Verteilung der Plakate auf dem Lande bei den örtlichen Parteizentralen wurden nur die Umdruck-Papiere versandt und dann vor Ort lithografisch die Blätter gedruckt, die dann in Schaukästen oder Schaufenstern ausgestellt wurden.
Im Zweiten Weltkrieg wurde die Tradition mit den TASS-Fenstern wieder aufgegriffen, die von Künstlern wie den Kukryniksy gestaltet waren.